# Trương Quân Ninh
Trương Quân Ninh (sinh ngày 4 tháng 9 năm 1982) là nữ diễn viên nổi tiếng, nhà sản xuất phim người Đài Loan được biết đến qua các phim The Hospital, Black and White, Võ Mỵ Nương Truyền kỳ, Huyền của Ôn Noãn, Như Ý truyện.

## Tiểu sử

### Xuất thân
Trương Quân Ninh sinh ra tại München, Đức. Trương Gia là một dòng họ danh giá ở khu Đại Nhã Thành phố Đài Trung. Với các thế lực về nông nghiệp, kinh tế và chính trị đã giúp cho nhà họ Trương hưng thịnh suốt hơn 100 năm qua. Trương gia có quan hệ thông gia với một trong Ngũ đại gia tộc Đài Loan - Vụ Phong Lâm Gia.
Ông nội cô là Trương Thụy Trinh (張瑞楨) từng sở hữu khu kiến trúc cổ có tên Cung Nguyên Nhãn khoa (trước đây là Bệnh viện Đài Trung). Hiện nay đã chuyển nhượng cho Tập đoàn Nhật Xuất, trở thành một trung tâm kinh doanh trà nổi tiếng.
Cha cô là Trương Chí Minh (張志銘), giáo sư ngành Xã hội học thuộc Viện Nghiên cứu Phát triển của Đại học Quốc gia Đài Loan. Mẹ cô là Trịnh Như Tình (鄭如晴), nhà văn thiếu nhi nổi tiếng đồng thời là giảng viên của Đại học Nghệ thuật Quốc gia Đài Loan.
Chị cô, Trương Doanh (張贏), cựu sinh viên Đại học Quốc gia Đài Loan, từng du học Anh Quốc, hiện đang là phó giám đốc một công ty sáng tạo tại Thượng Hải.
Cha mẹ cô sau khi kết hôn cùng sang Đức du học, sau đó sinh ra hai chị em cô. Mẹ cô đã phải bỏ dở việc học để ở nhà chăm sóc con cái. Khi về nước, cha cô được bổ nhiệm làm giáo sư tại Đại học Quốc gia Đài Loan. Cha cô ngoại tình. Sau đó cha mẹ cô ly hôn, dù vậy quan hệ giữa hai chị em và gia đình nội vẫn rất tốt.

### Học vấn
Trương Quân Ninh nổi danh là nghệ sĩ có lối sống sạch sẽ và học vấn cao trong làng giải trí Đài Loan. Sau khi tốt nghiệp cử nhân Luật tại Đại học Đài Bắc năm 2006, cô tiếp tục thi vào lớp cao học tại Đại học Trung ương Đài Loan. Tuy nhiên, cùng năm đó cô cũng vụt sáng thành sao nhờ phim Tòa tháp trắng, chính thức dấn sâu vào showbiz nên việc học bị ảnh hưởng. Mãi đến tháng 6 năm 2010, cô mới tốt nghiệp thạc sĩ.
Với đề tài "Những vấn đề pháp chế trong quản lý nghệ sĩ giải trí" (The research on legal system of talent agency in Taiwan), luận văn thạc sĩ dài 110.000 chữ của cô đạt 90.5 điểm. Nhiều bạn bè trong giới đã hào phóng cung cấp hợp đồng của họ để cô làm tài liệu nghiên cứu. Bản ebook của luận văn này có thể được tìm thấy trên thư viện trực tuyến của Đại học Trung ương Đài Loan.

## Sự nghiệp
Lúc đang học Đại học năm 2, trong một lần đi dạo ở Tây Môn Đinh, một người nhân viên tiếp thị đến nhờ cô cho ý kiến về sản phẩm. Tuy không muốn mua hàng, nhưng với bản tính thiện lương, cô vẫn điền đơn khảo sát. Không ngờ vài tháng sau người này trở thành quản lý trong một công ty giải trí. Vì công ty mới thành lập, cần tìm kiếm gương mặt mới, người này đã nghĩ đến cô gái tốt bụng mình từng gặp trước đây, và thông qua số điện thoại trong tờ khảo sát liên hệ với cô, và Trương Quân Ninh bước chân vào làng giải trí.
Bởi vì Trương Quân Ninh hay gọi Fan của mình là Ning Jia Ren (甯家人/Ninh Gia Nhân - Người nhà của Ninh) nên có thể nói, tên Fandom của cô là Ning Jia Ren với Fan quốc tế, 甯家人 với Fan Đài Loan và Trung Quốc (các khu vực dùng tiếng Hán) và Ninh Gia Nhân với Fan Việt Nam.
Năm 2022, Trương Quân Ninh thành lập công ty riêng của cô ấy mang tên Công ty TNHH Sáng tạo văn hoá Ninh Tụ Lực (Ning Cohesion Creative Int.) 甯聚力文創事業有限公司. Công tỵ của cô ấy là đào tạo các nghệ sĩ trẻ và chú trọng về công việc sản xuất phim truyền hình, điện ảnh trong tương lai.
Năm 2024, Trương Quân Ninh tham gia bộ phim điện ảnh Mặc Sát trong vai Lý Hàm. Lý Hàm là mẹ của cô gái Trần Ngữ Đồng bị bắt nạt, đồng thời cũng là nhân viên lao công trong trường mặc dù đã cố gắng hết sức để bảo vệ đứa con gái bé bỏng của mình nhưng đều vô ích. Bộ phim đang được giới chuyên môn đánh giá cao, hiện phim đang có hiệu suất và doanh thu cao tại các phòng vé.
Cuối năm 2024, Trương Quân Ninh tham gia phim truyền hình hợp tác Việt Nam – Đài Loan, Bác sĩ tha hương, với bạn diễn là nam diễn viên Liên Bỉnh Phát. Phim lên sóng truyền hình K+ từ ngày 08/03/2025.

## Danh sách phim và các chương trình khác

### Phim truyền hình
| Năm phát hành | Tên tiếng Việt                                                 | Tên tiếng Anh                        | Tên tiếng Trung | Vai diễn                                  | Chú thích |
| ------------- | -------------------------------------------------------------- | ------------------------------------ | --------------- | ----------------------------------------- | --- |
| 2002          | Vườn Sao Băng II                                               | Meteor Garden                        | 流星花園2       | Bạn học của Tây Môn                       | Vai quần chúng |
| 2003          | Dự tiệc                                                        | Banquet                              | 赴宴            | Trần Di Hân                               | Vai phụ |
| 2003          | Đoàn tàu tâm động                                              | Love train                           | 心動列車        | Tiểu Ngũ (Hứa Tuệ Hân) lúc trẻ            | Vai phụ |
| 2006          | Tòa Tháp Trắng                                                 | The Hospital                         | 白色巨塔        | Quan Hân                                  | Nữ chính Bạn diễn: Ngôn Thừa Húc |
| 2007          | Khẩn Đinh, Tình yêu của tôi                                    | Wayward Kenting                      | 我在墾丁天氣晴  | Đinh Hiểu Vỹ                              | Nữ chính Bạn diễn: Bành Vu Yến, Nguyễn Kinh Thiên                                                                                      |
| 2008          | Cỏ Mật Ong May Mắn                                             | Honey and Clover                     | 蜂蜜幸運草      | Hà Á Cung                                 | Nữ chính Bạn diễn: Trịnh Nguyên Sướng, Bành Vu Yến                                                                                     |
| 2009          | Anh hùng Du côn                                                | Black and White                      | 痞子英雄        | Lam Tây Anh                               | Nữ chính Bạn diễn: Châu Du Dân, Triệu Hựu Đình, Trần Ý Hàm                                                                             |
| 2010          | Thiên nhai chức nữ                                             | A Weaver on the Horizon              | 天涯織女        | Hoàng Xảo Nhi                             | Nữ chính Bạn diễn: Viên Hoằng, Lưu Thi Thi                                                                                             |
| 2011          | Hạnh phúc ngày nắng                                            | Sunny Happiness                      | 幸福最晴天      | Phương Vịnh Vịnh                          | Nữ chính Bạn diễn: Hạ Quân Tường, Lý Dịch Phong                                                                                        |
| 2011          | Thật lòng xin nhấn chuông hai lần                              | Ring Ring Bell                       | 真心請按兩次鈴  | Trịnh Tiểu Tương                          | Nữ chính Bạn diễn: Hà Nhuận Đông, Tu Kiệt Giai                                                                                         |
| 2012          | Về nhà (Tên khác: Bên kia bờ 1945)                             | Home                                 | 回家/ 彼岸1945  | Câu Khẩu Tuyết Tử                         | Nữ chính Bạn diễn: Châu Du Dân |
| 2012          | Ba ngôi sao hạnh phúc                                          | Happy Michelin 3                     | 幸福三顆星      | Phương Vịnh Vịnh                          | Khách mời |
| 2012          | Một nửa đồng thoại                                             | Fairytale                            | 童話二分之一    | Triệu Đình Huyên (chị) Triệu Đình Vũ (em) | Nữ chính Bạn diễn: Lee Joon Hyuk |
| 2013          | Lạc Tuấn Khải (Thể loại: Micro Film)                           | Le Jun Kai                           | 樂俊凱          | Lịch Dạ                                   | Nữ chính Bạn diễn: Hà Nhuận Đông |
| 2013          | Thời gian đẹp nhất(Bí mật bị thời gian vui lấp)                | Best time                            | 最美的時光      | Tô Mạn                                    | Nữ chính Bạn diễn: Chung Hán Lương, Giả Nãi Lượng                                                                                      |
| 2014          | Bảy người bạn                                                  | Seven Friends                        | 七個朋友        |                                           | Vai khách mời |
| 2014          | Em thắp sáng hành tinh anh (Tên chiếu ở VN: Ngôi sao tỏa sáng) | You light up my star                 | 你照亮我星球    | Chương Mạn Linh                           | Nữ chính Bạn diễn: Trịnh Nguyên Sướng, Khưu Hạo Kỳ                                                                                     |
| 2014          | Võ Mỵ Nương Truyền kỳ                                          | The Empress of China                 | 武媚娘传奇      | Từ Huệ                                    | Nữ thứ (phản diện) Bạn diễn: Phạm Băng Băng, Trương Phong Nghị, Lý Trị Đình                                                            |
| 2015          | Thiếu niên Tứ đại danh bổ                                      | The Four                             | 少年四大名捕    | Sở Ly Mạch                                | Nữ chính Bạn diễn: Trương Hàn, Dương Dương, Trần Vỹ Đình, Mao Tử Tuấn                                                                  |
|               | Nữ quản gia                                                    | Jane                                 | 女管家          |                                           | |
| 2016          | Quán ăn đêm                                                    | Midnight Diner                       | 深夜食堂        | Tôn Khả Duy                               | |
| 2016          | Hải Thượng Mục Vân Ký                                          | Tribes and Empires-Storm of Prophecy | 海上牧云记      |                                           | Khách mời |
| 2017          | Liên minh quân sư                                              | The Advisors Alliance                | 軍師聯盟        | Bách Linh Quân                            | Nữ thứ |
| 2018          | Huyền của Ôn Noãn                                              | Here to heart                        | 温暖的弦        | Ôn Noãn                                   | Nữ chính Bạn diễn: Trương Hàn, Kinh Siêu, Trương Gia Nghê                                                                              |
| 2018          | Như Ý truyện                                                   | Ruyi's Royal Love in the Palace      | 後宮如懿傳      | Du phi Kha Lý Diệp Đặc Hải Lan            | Nữ thứ Bạn diễn: Châu Tấn, Hoắc Kiến Hoa, Đồng Dao, Tân Chỉ Lôi, Đổng Khiết, Hồ Khả, Lý Thuần, Tào Hi Văn, Kinh Siêu, Trương Giai Ninh |
| 2021          | Không nói tạm biệt                                             | Never say goodbye                    | 不说再见        | Âu Khả Hân (Vinh Ngọc)                    | Nữ chính Bạn diễn: Nhậm Gia Luân, Lưu Ân Hựu                                                                                           |
| 2020          | Thám tử phố Tàu                                                | Detective China Town                 | 唐人街探案      | Ivy                                       | Nữ chính Bạn diễn: Khưu Trạch |
| 2021          | Không nói tạm biệt                                             | Never Say Goodbye                    | 不说再见        | Âu Khả Hân                                | vai chính |
| 2021          | Ai ở bên em                                                    | Who's By Your Side                   | 誰在你身邊      | Tăng Vịnh Kỳ                              | vai chính |
| 2021          | Nữ bác sĩ tâm lí                                               | The Psychologist                     | 女心理师        | Ôn Hách [em gái Ôn Lương]                 | Vai khách mời (tập. 31-32) |
| 2025          | Bác sĩ tha hương                                               | The Outlaw Doctor                    | 化外之醫        | Trịnh Uyển Bình                           | Nữ chính Bạn diễn: Liên Bỉnh Phát |
| TBA           | Hoàng hôn trên sông                                            | River Sunset                         | 长河落日        | Diệp Bích Oánh                            | Nữ chính Bạn diễn: Trương Lỗ Nhất |

### Phim điện ảnh
| Năm  | Tên tiếng Việt                                           | Tên tiếng Anh                                | Tên tiếng Trung           | Vai diễn          | Chú thích                                |
| ---- | -------------------------------------------------------- | -------------------------------------------- | ------------------------- | ----------------- | ---------------------------------------- |
| 2004 | Mộng Du Hạ Uy Di                                         | Holiday Dreaming                             | 梦游夏威夷                | Trần Hân Hân      |                                          |
| 2005 | Nam Phương Ký Sự Chi Phù Sinh Quang Ảnh                  | The Strait Story                             | 南方紀事之浮世光影        | Quế Hương         |                                          |
| 2006 | Tâm Linh Chi Ca (Bài ca tâm hồn)                         | The Song Of Spirits                          | 心靈之歌                  | Tổ Huệ            |                                          |
| 2006 | Ngụy Tơ                                                  | Silk                                         | 詭絲                      | Hòa Mỹ            | Vai phụ                                  |
| 2007 | Tình Phi Đắc Dĩ Chi Sinh Tồn Chi Đạo                     | What on earth have I done wrong              | 情非得已之生存之道        | Ninh Ninh         | Vai phụ                                  |
| 2007 | Đấu trà                                                  | Tea Fight                                    | 鬪茶                      | Như Hoa           | Bạn diễn: Châu Du Dân                    |
| 2008 | Kẻ sát nhân                                              | Murderer                                     | 殺人犯                    | Trình Hy Ái       | Bạn diễn: Quách Phú Thành                |
| 2009 | Liệp Diễm                                                | Zoom Hunting                                 | 獵豔                      | Dương Như Ý       | Phim 18+                                 |
| 2009 | Chú chim không thể bay                                   | The Wingless Swallow                         | 不能飛的鳥                | Yuen Yuen         |                                          |
| 2011 | Tay đua truyền kỳ                                        | Racer Legend                                 | 賽車傳奇                  | Lâm Vỹ Đồng       | Bạn diễn: Đậu Kiêu                       |
| 2012 | Lần đầu đến Tokyo                                        | Tokyo Newcomer                               | 初到東京                  | Nại Thái Tử       | Vai phụ                                  |
| 2012 | Anh hùng du côn: Đặc vụ kim cương                        | Black & White The Movie: The Dawn of Assault | 痞子英雄首部曲：全面開戰  | Lam Tây Anh       | Lồng tiếng một đoạn nhỏ                  |
| 2012 | Tinh Vũ Chi Gian (Thể loại: Micro Movie)                 |                                              | 晴雨之間                  | Cương Nha Muội    | Bạn diễn: Hà Nhuận Đông                  |
| 2014 | Chỉ cần một phút (Tên khác: Bạn trai và chú chó của tôi) | One minute more / Love me Love my dog        | 只要一分鐘 / 我的男友和狗 | Thái Uyển Chân    | Nữ chính Bạn diễn: Hà Nhuận Đông         |
| 2014 | Anh hùng du côn: Bình minh trở lại                       | Black & White The Movie: The Dawn of Justice | 痞子英雄二部曲：黎明升起  | Lam Tây Anh       | Vai phụ                                  |
| 2017 | Bữa tối sáu người                                        | Youth Dinner                                 | 六人晚餐                  | Hiểu Lam          | Bạn diễn: Đậu Kiêu                       |
| 2016 | Đại Oanh Tạc                                             | Air Strike                                   | 大轰炸                    | Tiền Tuyết        | Bạn diễn: Trần Vỹ Đình, Song Seung-heon  |
| 2018 | Bạn thân 2                                               | Girls 2                                      | 閨蜜 2                    | Gia Lam           | Bạn diễn: Trần Ý Hàm, Tiết Khải Kì       |
| 2020 | Lư Hương Đầu Tiên                                        | Love After Love                              | 第一炉香                  | Nghê Nhi          |                                          |
| 2020 | Quyết Không Khuất Phục                                   | Knockout                                     | 我们永不言弃              | Châu Tự Tại       | Vai khách mời                            |
| 2020 | Cô vị                                                    | Little Big Women                             | 孤味                      | A Mi              | Vai khách mời                            |
| 2021 | Truy hồn                                                 | The soul                                     | 緝魂                      | A Bao             | Bạn diễn: Trương Chấn, Lý Minh Thuận     |
| 2022 | Tra Vô Thử Tâm                                           | The Abandoned                                | 查無此心                  | Wu Jie            | Vai chính kiêm nhà sản xuất              |
| 2023 | Học Bố                                                   | Papa                                         | 学爸                      | Cao Á Lâm         |                                          |
| 2023 | Cuộc Gặp Gỡ Tuyệt Nhất                                   | An Encounter To Remember                     | 最好的相遇                | Ngô Yến Tử        | Bạn diễn: Kim Thế Giai, Khưu Trạch       |
| 2023 | Vị Khách Vô Hình                                         | The Invisible Guest                          | 瞒天过海                  | Kiều Văn Na       | Vai chính Bạn diễn: Hứa Quang Hán        |
| 2024 | Mặc Sát                                                  | A Place Called Silence                       | 默杀                      | Lý Hàm            | Bạn diễn: Vương Truyền Quân, Ngô Trấn Vũ |
| 2024 | Cục 749                                                  | Bureau 749                                   | 749局                     | Tôn Nhị Nương     | Bạn diễn: Vương Tuấn Khải, Trịnh Khải    |
| 2024 | Tổ Chức Tang Lễ Kiểu Tây Cho Tôi                         | See You                                      | 為我辦一場西式的喪禮      | Giáo viên phụ đạo |                                          |

### Chương trình thực tế
| Năm  | Tên chương trình     | Tên tiếng Anh       | Tên tiếng Trung | Chú thích                                                           |
| ---- | -------------------- | ------------------- | --------------- | ------------------------------------------------------------------- |
| 2014 | Đại Bản Doanh Vui Vẻ | Happy Camp          | 快乐大本营      | Tuyên truyền Thời gian tươi đẹp cùng Chung Hán Lương                |
| 2015 | Mạo hiểm cùng Bear   | Survivor Games      | 跟着贝尔去冒险  | Thành viên cố định                                                  |
| 2015 | Đại Bản Doanh Vui Vẻ | Happy Camp          | 快乐大本营      | Cùng Viên San San, Hà Nhuận Đông                                    |
| 2015 | Đại Bản Doanh Vui Vẻ | Happy Camp          | 快乐大本营      | Tuyên truyền Thiếu Niên Tứ đại danh bổ                              |
| 2015 | Đại Bản Doanh Vui Vẻ | Happy Camp          | 快乐大本营      | Tuyên truyền Võ Mị Nương truyền kì cùng Phạm Băng Băng, Lý Trị Đình |
| 2016 | 24 Giờ               | 24 Hours            | 二十四小時      | Khách mời Season 1 Tập 7-8                                          |
| 2016 | Chạy Đi Nào Anh Em   | Running man (China) | 奔跑吧兄弟      | Khách mời Season 4 Tập 2                                            |

### Nhạc kịch
| Năm                                                      | Tên nhạc kịch        | Vai diễn         | Bạn diễn                                       |
| -------------------------------------------------------- | -------------------- | ---------------- | ---------------------------------------------- |
| 12-13/09/2008                                            | Quẹo trái, quẹo phải | Phiên dịch viên  | Ngô Thanh Phong, Trần Bách Lâm, Dương Hựu Ninh |
| 27-29/09/2013 4,5,12,19,26 và 7/12 Tổng cộng 14 đêm diễn | Closer               | Alice (nữ chính) | Ngô Định Khiêm, Hà Hào Kiệt                    |

### Micro-film
| Năm  | Tên tiếng Việt | Tên tiếng Anh/Trung              | Vai trò                | Notes                 |
| ---- | -------------- | -------------------------------- | ---------------------- | --------------------- |
| 2020 | Cố sự cung ngụ | Palace of Serendipity / 故事宮寓 | Bảo vật: Bồn thủy tiên | Sân khấu: Kéo tìm mèo |